# 欧特伊门站
欧特伊门站（法語：Porte d'Auteuil）是法国巴黎地铁10号线的一个车站，位于巴黎十六区。8号线车站于1913年9月30日启用，于1937年7月27日随8号线部分路段一同转为10号线。站名来自附近的欧特伊门。

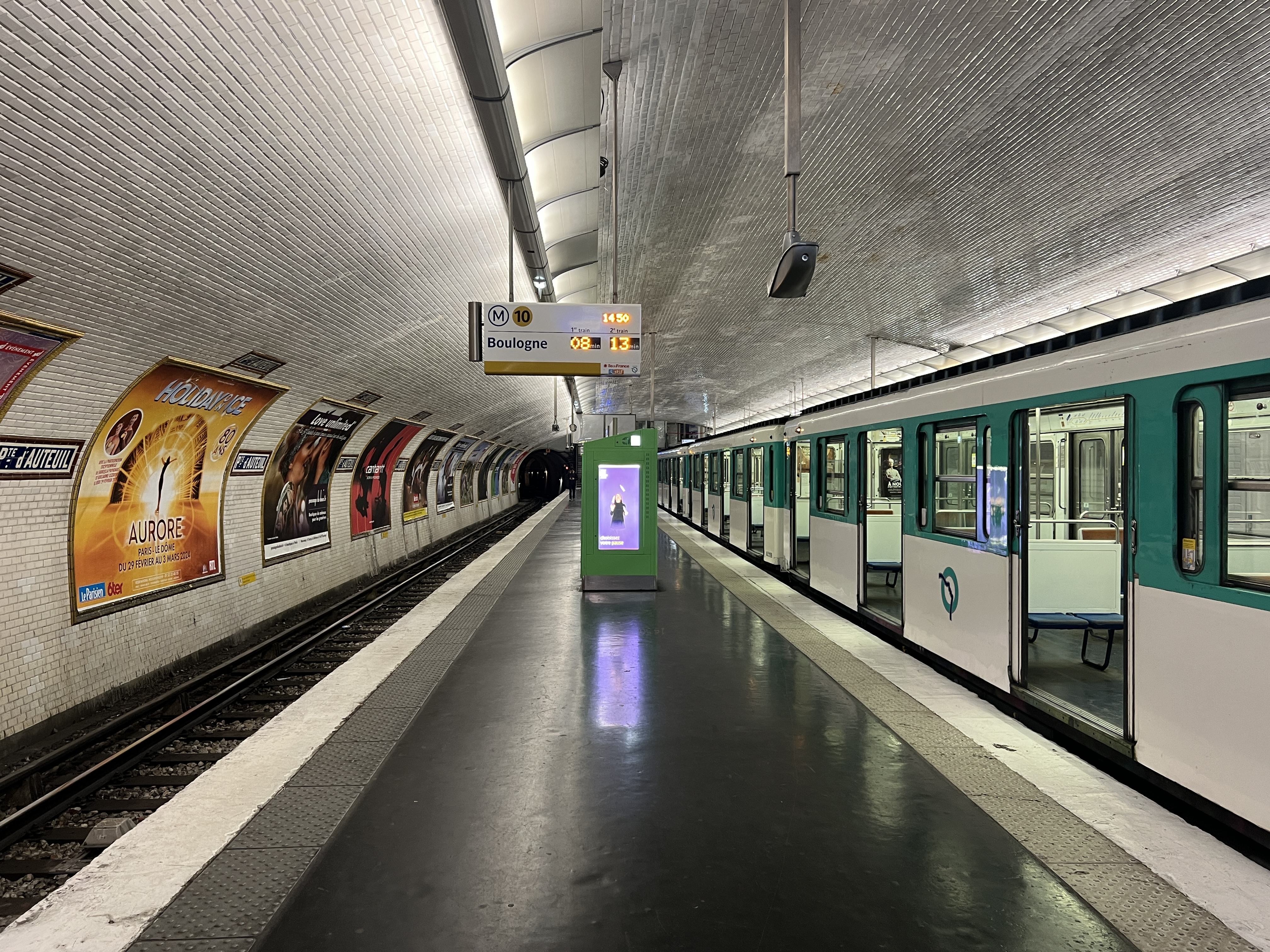
月台（2024年2月）

## 車站結構
| 街道層     |                       |                                       |
| B1         | 夾層                  |                                       |
| 10號線月台 | 西行                  | 往布洛涅-聖克盧橋（布洛涅-讓·饒勒斯） |
| 10號線月台 | 島式月台，左/右側開門 |                                       |
| 10號線月台 | 西行                  | 往布洛涅-聖克盧橋（布洛涅-讓·饒勒斯） |
| 10號線月台 | 島式月台，左/右側開門 |                                       |
| 10號線月台 | 西行                  | 無定期服務                            |